# صموئيل نيلسون
صموئيل نيلسون (بالإنجليزية: Samuel Nelson)‏ (و. 1792 – 1873 م) هو محام، وقاض من الولايات المتحدة الأمريكية .
وهو عضو في الحزب الديمقراطي الأمريكي .

## التعليم
تعلم في كلية ميدلبوري.